# Marjan Jelenko
Marjan Jelenko (ur. 22 lipca 1991 roku w Mariborze) – słoweński kombinator norweski, czterokrotny medalista mistrzostw świata juniorów oraz zdobywca Pucharu Kontynentalnego.

## Kariera
Po raz pierwszy na arenie międzynarodowej Marjan Jelenko pojawił się 3 października 2004 roku podczas zawodów juniorów w Kranju. W 2007 roku wystartował na mistrzostwach świata juniorów w Tarvisio, gdzie w konkursie rozgrywanym metodą Gundersena zajął 39. miejsce, a w sztafecie był dziesiąty. Trzy lata później, podczas mistrzostw świata juniorów w Hinterzarten wspólnie z kolegami wywalczył brązowy medal, a indywidualnie był drugi w Gundersenie, przegrywając tylko z Japończykiem Junshirō Kobayashim. Kolejne medale wywalczył na mistrzostwach świata juniorów w Otepää w 2011 roku, gdzie był najlepszy w sprincie, a w Gundersenie wyprzedził go tylko Niemiec Johannes Rydzek.
W Pucharze Świata zadebiutował 31 stycznia 2009 roku w Chaux-Neuve, gdzie zajął 40. miejsce w Gundersenie. Pierwsze pucharowe punkty wywalczył już następnego dnia, zajmując 28. miejsce w tej samej konkurencji. Były to jego jedyne punkty w sezonie 2008/2009 i w klasyfikacji generalnej zajął ostatecznie 74. miejsce. Przez kolejne dwa sezony PŚ Jelenko nie zdobył ani jednego punktu i nie był uwzględniany w klasyfikacji generalnej. Kolejne punkty zdobył dopiero w sezonie 2011/2012, który ukończył dopiero na 56. miejscu z dorobkiem 8 punktów. Równolegle Słoweniec startuje w zawodach Pucharu Kontynentalnego. W tym cyklu osiągnął większe sukcesy, między innymi siedmiokrotnie stając na podium. Najlepiej wypadł w sezonie 2011/2012, w którym zwyciężył w klasyfikacji generalnej.
Pierwszą dużą imprezą w kategorii seniorów były dla niego mistrzostwa świata w Libercu w 2009 r. Startował tam tylko w konkurencjach indywidualnych, najlepszy wynik osiągając w Gundersenie na dużej skoczni, gdzie rywalizację ukończył na 38. pozycji. Dwa lata później, podczas mistrzostwa świata w Oslo był między innymi ósmy w sztafecie na normalnym obiekcie, a w konkursie indywidualnym na tej samej skoczni zajął 27. miejsce.

## Osiągnięcia – kombinacja norweska

### Igrzyska olimpijskie
| Miejsce | Dzień     | Rok  | Miejscowość | Konkurencja           | Wynik zwycięzcy | Strata      | Zwycięzca]      |
| ------- | --------- | ---- | ----------- | --------------------- | --------------- | ----------- | --------------- |
| 21.     | 12 lutego | 2014 | Soczi       | Gundersen HS106/10 km | 23:50,2 min     | +1:33,0 min | Eric Frenzel    |
| 16.     | 18 lutego | 2014 | Soczi       | Gundersen HS140/10 km | 23:27,5 min     | +1:01,1 min | Jørgen Gråbak   |
| 44.     | 14 lutego | 2018 | Pjongczang  | Gundersen HS109/10 km | 24:51,4 min     | +5:17,1 min | Eric Frenzel    |
| 41.     | 20 lutego | 2018 | Pjongczang  | Gundersen HS140/10 km | 23:52,5 min     | +4:43,2 min | Johannes Rydzek |

### Mistrzostwa świata
| Miejsce | Dzień     | Rok  | Miejscowość | Konkurencja                     | Wynik zwycięzcy | Strata      | Zwycięzca           |
| ------- | --------- | ---- | ----------- | ------------------------------- | --------------- | ----------- | ------------------- |
| 44.     | 20 lutego | 2009 | Liberec     | Start masowy HS100/10 km        | 276.0 pkt       | -136.5 pkt  | Todd Lodwick        |
| 55.     | 22 lutego | 2009 | Liberec     | Gundersen HS100/10 km           | 24:22.3 min     | +7:44.0 min | Todd Lodwick        |
| 38.     | 28 lutego | 2009 | Liberec     | Gundersen HS134/10 km           | 23:36.6 min     | +3:18.0 min | Bill Demong         |
| 27.     | 26 lutego | 2011 | Oslo        | Gundersen HS106/10 km           | 25:19.2 min     | +2:18.5 min | Eric Frenzel        |
| 8.      | 28 lutego | 2011 | Oslo        | Sztafeta HS106/4x5 km           | 48:07.8 min     | +3:18.0 min | Austria             |
| 39.     | 2 marca   | 2011 | Oslo        | Gundersen HS134/10 km           | 25:31.6 min     | +4:04.7 min | Jason Lamy Chappuis |
| 10.     | 4 marca   | 2011 | Oslo        | Sztafeta HS134/4x5 km           | 47:12.3 min     | +4:01.8 min | Austria             |
| 46.     | 20 lutego | 2015 | Falun       | Gundersen HS100/10 km           | 26:38.9 min     | +4:54.9 min | Johannes Rydzek     |
| 44.     | 26 lutego | 2015 | Falun       | Gundersen HS134/10 km           | 22:45.8 min     | +4:40.6 min | Bernhard Gruber     |
| 10.     | 28 lutego | 2015 | Falun       | Sprint drużynowy HS134/2x7.5 km | 38:31.6 min     | +3:34.2 min | Francja             |
| 42.     | 24 lutego | 2017 | Lahti       | Gundersen HS100/10 km           | 26:19,6 min     | +3:17,0 min | Johannes Rydzek     |
| dnf     | 1 marca   | 2017 | Lahti       | Gundersen HS130/10 km           | 26:41,6 min     | ---         | Johannes Rydzek     |
| 11.     | 3 marca   | 2017 | Lahti       | Sprint drużynowy HS130/2x7,5 km | 28:45,8 min     | +1:49,5 min | Niemcy              |

### Mistrzostwa świata juniorów
| Miejsce | Dzień       | Rok  | Miejscowość   | Konkurencja           | Wynik zwycięzcy | Strata      | Zwycięzca            |
| ------- | ----------- | ---- | ------------- | --------------------- | --------------- | ----------- | -------------------- |
| 39.     | 14 marca    | 2007 | Tarvisio      | Gundersen HS109/10 km | 33:26.7 min     | +9:09.4 min | Anssi Koivuranta     |
| 10.     | 16 marca    | 2007 | Tarvisio      | Sztafeta HS109/4x5 km | 1:05:35.0 h     | +8:04.6 min | Austria              |
| 34.     | 27 lutego   | 2008 | Zakopane      | Gundersen HS94/10 km  | ?               | +7:04.4 min | Alessandro Pittin    |
| 46.     | 29 lutego   | 2008 | Zakopane      | Sprint HS94/5 km      | ?               | +3:18.4 min | Tomaz Druml          |
| 6.      | 5 lutego    | 2009 | Štrbské Pleso | Sprint HS100/5 km     | 13:26.0 min     | +29.4 s     | Alessandro Pittin    |
| 12.     | 7 lutego    | 2009 | Štrbské Pleso | Sztafeta HS100/4x5 km | 53:17.3 min     | +6:22.2 min | Niemcy               |
| 29.     | 9 lutego    | 2009 | Štrbské Pleso | Gundersen HS100/10 km | 28:31.7 min     | +3:30.5 min | Alessandro Pittin    |
| 2.      | 27 stycznia | 2010 | Hinterzarten  | Sprint HS106/5 km     | 12:55.4 min     | +18.9 s     | Junshirō Kobayashi   |
| 3.      | 29 stycznia | 2010 | Hinterzarten  | Sztafeta HS106/4x5 km | 53:00.1 min     | +2:19.7 min | Niemcy               |
| 5.      | 31 stycznia | 2010 | Hinterzarten  | Gundersen HS106/10 km | 29:43.5 min     | +39.2 s     | Ole Christian Wendel |
| 2.      | 27 stycznia | 2011 | Otepää        | Gundersen HS100/10 km | 26:37.7 min     | +47.8 s     | Johannes Rydzek      |
| 1.      | 29 stycznia | 2011 | Otepää        | Sprint HS100/5 km     | 12:44.5 min     | -           | -                    |

### Puchar Świata

#### Miejsca w klasyfikacji generalnej
- sezon 2008/2009: 74.
- sezon 2009/2010: niesklasyfikowany
- sezon 2010/2011: niesklasyfikowany
- sezon 2011/2012: 56.
- sezon 2012/2013: 19.
- sezon 2013/2014: 27.
- sezon 2014/2015: 47.
- sezon 2015/2016: 34.
- sezon 2016/2017: 63.
- sezon 2017/2018: 44.

#### Miejsca na podium chronologicznie
Jak dotąd Jelenko nie stał na podium indywidualnych zawodów Pucharu Świata.

### Puchar Kontynentalny

#### Miejsca w klasyfikacji generalnej
- sezon 2008/2009: 39.
- sezon 2009/2010: 67.
- sezon 2010/2011: 10.
- sezon 2011/2012: 1.
- sezon 2002/2013: nie brał uzdiału
- sezon 2013/2014: nie brał udziału
- sezon 2014/2015: niesklasyfikowany
- sezon 2015/2016: 22.
- sezon 2016/2017: 70.
- sezon 2017/2018: 54.
- sezon 2018/2019: 86.

#### Miejsca na podium chronologicznie
| Nr | Data             | Miejscowość    | Konkurencja           | Wynik zwycięzcy | Pozycja | Strata  | Zwycięzca           |
| -- | ---------------- | -------------- | --------------------- | --------------- | ------- | ------- | ------------------- |
| 1. | 25 stycznia 2009 | Kranj          | Gundersen HS109/10 km | 23:05.9 min     | 1.      | -       | -                   |
| 2. | 16 stycznia 2011 | Klingenthal    | Gundersen HS140/10 km | 25:46.1 min     | 3.      | +12.2 s | Fabian Rießle       |
| 3. | 12 lutego 2011   | Szczyrk        | Gundersen HS106/10 km | 32:18.8 min     | 2.      | +16.1 s | Lukas Klapfer       |
| 4. | 9 grudnia 2011   | Soldier Hollow | Gundersen HS100/10 km | 22:23.7 min     | 1.      | -       | -                   |
| 5. | 21 stycznia 2012 | Høydalsmo      | Gundersen HS94/10 km  | 29:20.9 min     | 1.      | -       | -                   |
| 6. | 22 stycznia 2012 | Høydalsmo      | Gundersen HS94/10 km  | 27:14.5 min     | 3.      | +4.5 s  | Carlos Kammerlander |
| 7. | 17 lutego 2012   | Kranj          | Gundersen HS109/10 km | 26:39.9 min     | 1.      | -       | -                   |
| 8. | 5 marca 2016     | Chaux-Neuve    | Gundersen HS118/10 km | 24:20.2 min     | 1.      | -       | -                   |

### Letnie Grand Prix

#### Miejsca w klasyfikacji generalnej
- 2009: 45.
- 2010: 36.
- 2011: 18.
- 2012: 20.
- 2013: 18.
- 2014: 4.
- 2015: 40.
- 2016: 39.
- 2017: 5. (25.)[7]

#### Miejsca na podium chronologicznie
| Nr | Data             | Miejscowość | Konkurencja          | Wynik zwycięzcy | Pozycja | Strata  | Zwycięzca       |
| -- | ---------------- | ----------- | -------------------- | --------------- | ------- | ------- | --------------- |
| 1. | 27 sierpnia 2014 | Villach     | Gundersen HS98/10 km | 22:34.3 min     | 3.      | +20.2 s | Johannes Rydzek |

## Osiągnięcia – skoki narciarskie

### Mistrzostwa świata juniorów

#### Drużynowo
| 2011 Otepää | – | 5. miejsce |

#### Starty M. Jelenko na mistrzostwach świata juniorów – szczegółowo
| Miejsce | Dzień       | Rok  | Miejscowość | Skocznia | Punkt K | HS     | Konkurs | Skok 1 | Skok 2 | Nota                  | Strata   | Zwycięzca |
| ------- | ----------- | ---- | ----------- | -------- | ------- | ------ | ------- | ------ | ------ | --------------------- | -------- | --------- |
| 5.      | 30 stycznia | 2011 | Otepää      | Tehvandi | K-90    | HS-100 | druż.   | 89,0 m | 84,5 m | 847,0 pkt (210,0 pkt) | 73,5 pkt | Austria   |